# Saint-Augustin (Pas-de-Calais)
Pour les articles homonymes, voir Saint-Augustin.
Saint-Augustin est une commune française située dans le département du Pas-de-Calais en région Hauts-de-France. La commune est membre de la communauté d'agglomération du Pays de Saint-Omer.
La nouvelle commune de Saint-Augustin est créée le 1er janvier 2016 par la fusion de deux communes limitrophes : Clarques et Rebecques. L'arrêté préfectoral est signé le 7 décembre 2015 et signale que le chef-lieu de cette commune est celui situé auparavant à Rebecques. Le nom a été choisi pour faire référence à l'abbaye de Saint-Augustin, dont le territoire se situe à cheval sur les deux communes.

## Géographie

### Localisation
Localisée dans l'est du département du Pas-de-Calais, Saint-Augustin est une commune rurale de la vallée de la Lys située, à vol d'oiseau, à 11 km au sud de la commune de Saint-Omer (aire d'attraction et chef-lieu d'arrondissement).
Le territoire de la commune est limitrophe de ceux de six communes.

### Géologie et relief
La superficie de la commune est de 11,80 km2 ; son altitude varie de 24  à   97 m,.

### Hydrographie
La commune, située dans le bassin Artois-Picardie, est, selon le Service d'administration nationale des données et référentiels sur l'eau (Sandre), drainée par huit cours d'eau :
- la Lys, d'une longueur de 134,01 km, qui prend sa source dans la commune de Lisbourg, dans le département du Pas-de-Calais, et se jette dans l'Escaut au niveau de la commune de Gand, en Belgique[5] ;
- le ruisseau du bois fauchez du ravin d'ecques, d'une longueur de 9,97 km, qui prend sa source dans la commune de Dohem et se jette dans le Lauborne au niveau de la commune d'Ecques[6] ;
- le Gris Mont, d'une longueur de 3,02 km qui prend sa source dans la commune d'Ecques et se jette dans la Laquette au niveau de la commune[7] ;
- le bras rive droite lys aval thérouanne, d'une longueur de 2,85 km qui prend sa source dans la commune de Thérouanne et se jette dans la Lys au niveau de la commune de Mametz[8] ;
- le Choquet, d'une longueur de 1,71 km qui prend sa source dans la commune et se jette dans la Lys au niveau de la commune de Mametz[9] ;
- la rivière la lys, d'une longueur de 1,55 km qui prend sa source dans la commune de Mametz et se jette dans la Lys au niveau de la commune de Mametz [10] ;
- le Gris Mont, d'une longueur de 1,03 km qui prend sa source dans la commune et se jette dans le Gris Mont (E3511050) au niveau de la commune[11] ;
- un cours d'eau au toponyme hydrographique inconnu, d'une longueur de 1,44 km qui prend sa source dans la commune de Thérouanne et se jette dans le ruisseau du bois fauchez du ravin d'ecques au niveau de la commune de Bellinghem[12].

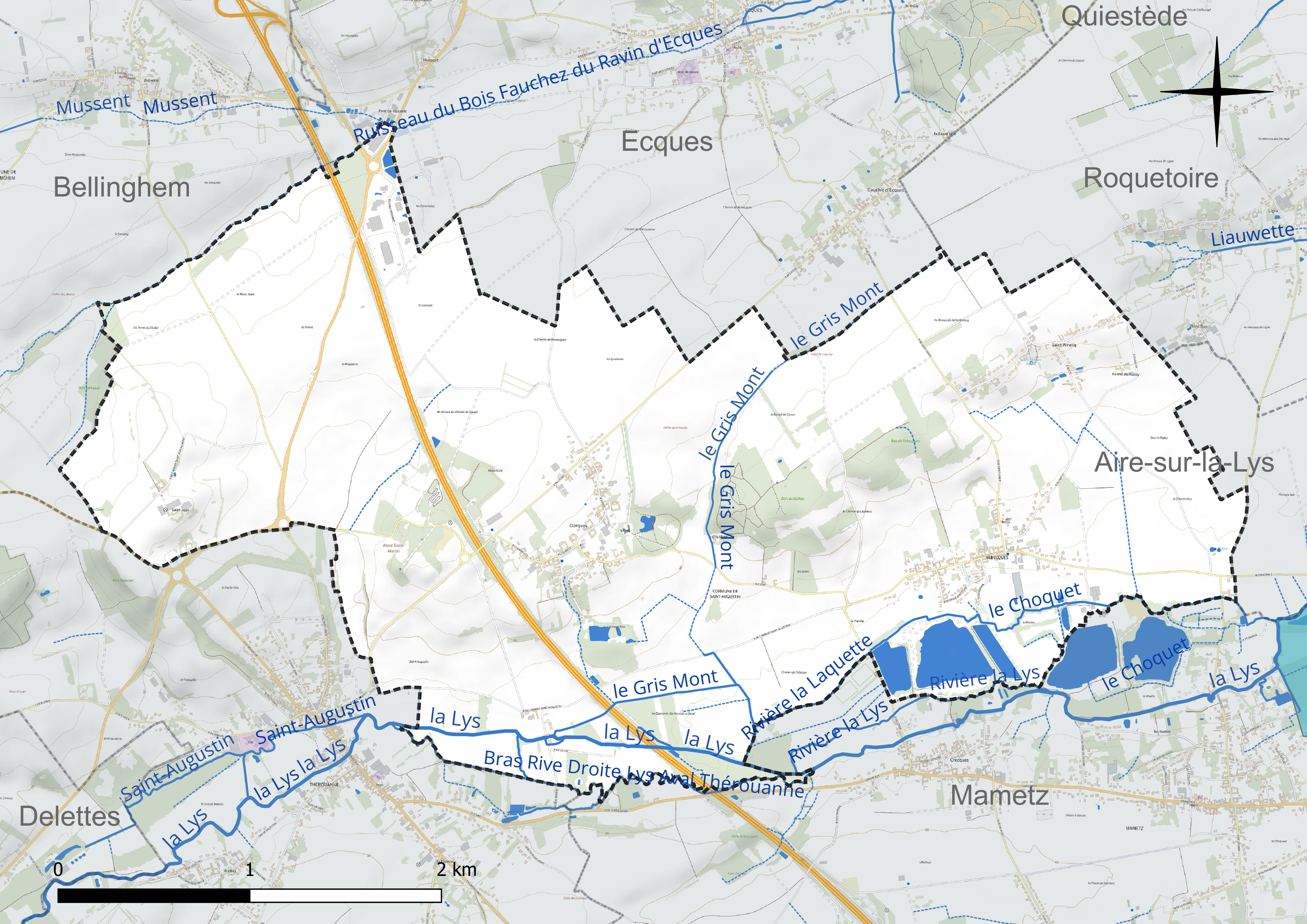
Réseau hydrographique de Saint-Augustin.

### Climat
Pour des articles plus généraux, voir Climat des Hauts-de-France et Climat du Nord-Pas-de-Calais.
En 2010, le climat de la commune est de type climat océanique dégradé des plaines du Centre et du Nord, selon une étude du Centre national de la recherche scientifique (CNRS) s'appuyant sur une série de données couvrant la période 1971-2000. En 2020, Météo-France publie une typologie des climats de la France métropolitaine dans laquelle la commune est exposée à un climat océanique et est dans la région climatique Côtes de la Manche orientale, caractérisée par un faible ensoleillement (1 550 h/an) ; forte humidité de l’air (plus de 20 h/jour avec humidité relative > 80 % en hiver), vents forts fréquents.
Pour la période 1971-2000, la température annuelle moyenne est de 10,4 °C, avec une amplitude thermique annuelle de 13,8 °C. Le cumul annuel moyen de précipitations est de 823 mm, avec 13,1 jours de précipitations en janvier et 8,3 jours en juillet. Pour la période 1991-2020, la température moyenne annuelle observée sur la station météorologique la plus proche, située sur la commune de Lillers à 15 km à vol d'oiseau, est de 11,1 °C et le cumul annuel moyen de précipitations est de 731,5 mm,. Pour l'avenir, les paramètres climatiques de la commune estimés pour 2050 selon différents scénarios d'émission de gaz à effet de serre sont consultables sur un site dédié publié par Météo-France en novembre 2022.

### Milieux naturels et biodiversité

#### Zones naturelles d'intérêt écologique, faunistique et floristique
L’inventaire des zones naturelles d'intérêt écologique, faunistique et floristique (ZNIEFF) a pour objectif de réaliser une couverture des zones les plus intéressantes sur le plan écologique, essentiellement dans la perspective d’améliorer la connaissance du patrimoine naturel national et de fournir aux différents décideurs un outil d’aide à la prise en compte de l’environnement dans l’aménagement du territoire.
Le territoire communal comprend une ZNIEFF de type 1 : le complexe de prairies et de bois du Séchier et de Rebecques, d’une superficie de 89 hectares et d'une altitude variant de 34  à   78 mètres. Cette ZNIEFF, constituée d'une colline boisée, est située sur le versant nord de la vallée de la Lys.
Et une ZNIEFF de type 2 : la moyenne vallée de la Lys entre Thérouanne et Aire-sur-la-Lys. Cette ZNIEFF est un ensemble intégrant un système alluvial du fond de la vallée et quelques bois, bosquets et landes.

Carte des ZNIEFF de type 1 et 2 sur la commune
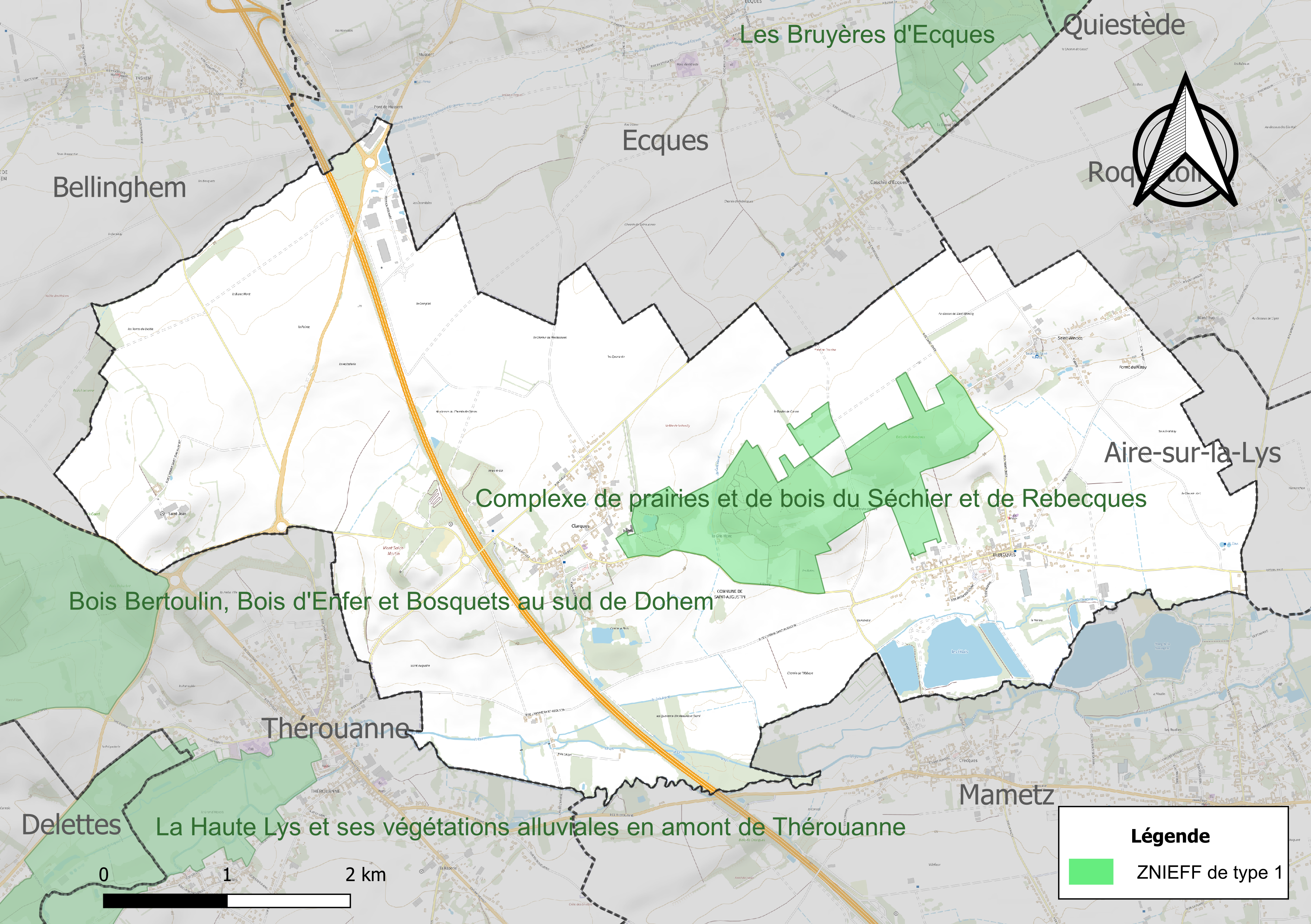
Carte de la ZNIEFF de type 1 sur la commune.
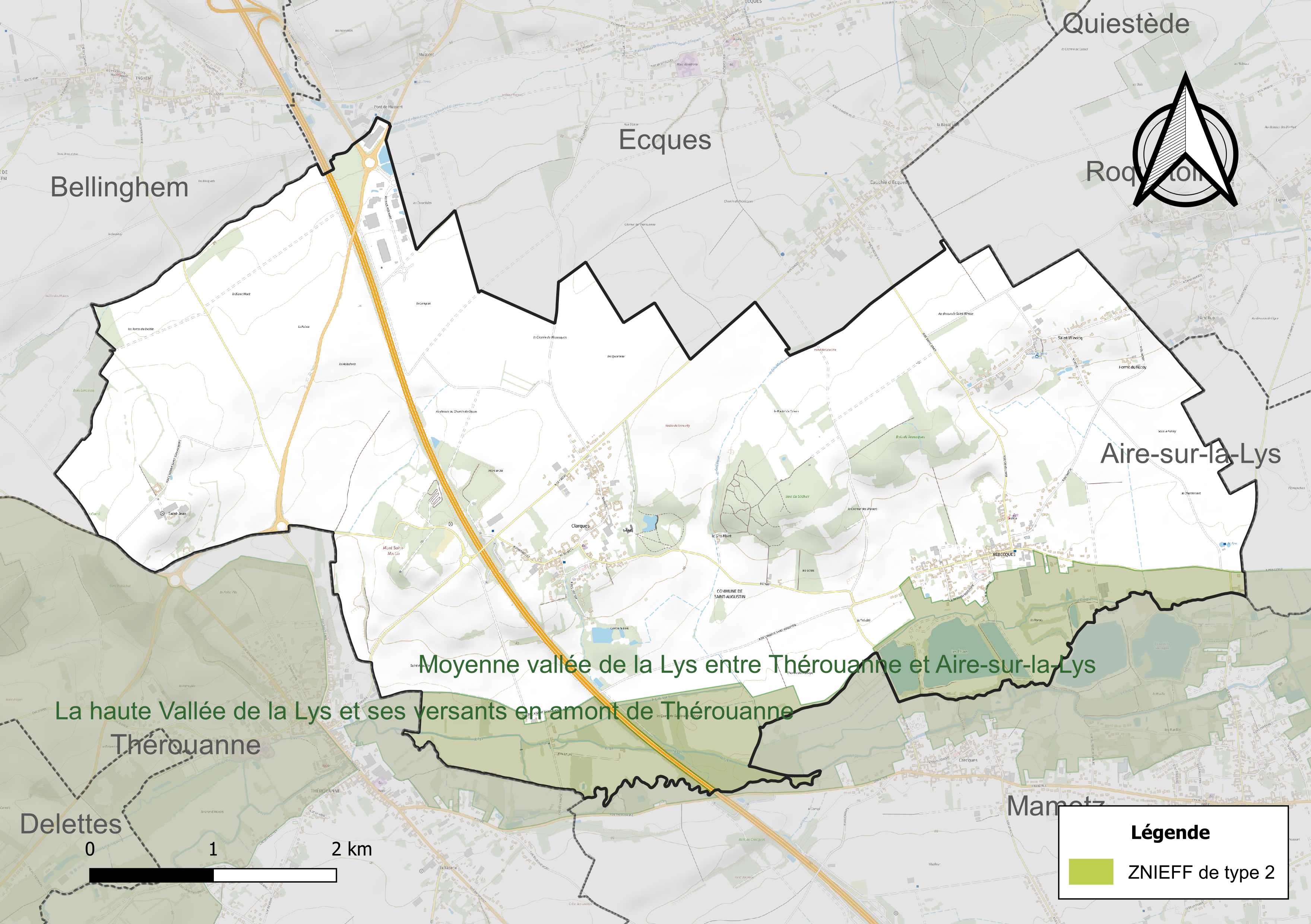
Carte de la ZNIEFF de type 2 sur la commune.

#### Espèces faunistiques et floristiques
L’Inventaire national du patrimoine naturel (INPN) recense plusieurs espèces faunistiques et floristiques sur le territoire de la commune dont certaines sont protégées et d’autres menacées et quasi-menacées.

## Urbanisme

### Typologie
Au 1er janvier 2024, Saint-Augustin est catégorisée commune rurale à habitat dispersé, selon la nouvelle grille communale de densité à sept niveaux définie par l'Insee en 2022.
Elle est située hors unité urbaine. Par ailleurs la commune fait partie de l'aire d'attraction de Saint-Omer, dont elle est une commune de la couronne,. Cette aire, qui regroupe 79 communes, est catégorisée dans les aires de 50 000 à moins de 200 000 habitants,.

## Toponymie
Le nom de la localité est attesté sous les formes Sanctus Augustinus Tervanensis en 1164 ; Beatus Augustinus Teruanensis en 1187 ; Sanctus Augustinus juxta Morinum en 1288 ; Saint-Augustin encosté Terewane en 1414 ; Saint-Augustin-leiz-Théroenne au xve siècle.
Saint-Augustin est un hagiotoponyme qui fait référence à Augustin de Cantorbéry.
Le nom a été choisi pour faire référence à l'abbaye de Saint-Augustin, dont le territoire se situait à cheval sur les communes de Clarques et Rebecques.

## Histoire
La commune est créée le 1er janvier 2016 par la fusion de deux communes limitrophes : Clarques et Rebecques. L'arrêté préfectoral est signé le 7 décembre 2015 et signale que le chef-lieu de cette commune est celui situé auparavant à Rebecques.
Les deux communes ont vu l'intérêt de cette fusion, car à l'époque, en cas de création d'une commune nouvelle, l'État annonçait un gel de la baisse des dotations pendant trois ans. Des projets ont ainsi pu être menés à bien grâce aux subventions obtenues avec cette nouvelle taille.
La commune nouvelle décide, le 2 juin 2020, de supprimer les deux communes déléguées par décision du conseil municipal,.

## Politique et administration

### Découpage territorial
La commune se trouve dans l'arrondissement de Saint-Omer du département du Pas-de-Calais.

#### Commune et intercommunalités
La commune est membre de la communauté d'agglomération du Pays de Saint-Omer qui regroupe 53 communes et totalise 104 937 habitants en 2021.

#### Circonscriptions administratives
La commune est rattachée au canton de Fruges.

#### Circonscriptions électorales
Pour l'élection des députés, la commune fait partie de la huitième circonscription du Pas-de-Calais.

### Élections municipales et communautaires
En attendant les élections municipales de 2020, le conseil municipal élisant le maire sera composé des conseillers des deux anciennes communes.

#### Liste des maires
| Période        | Période                   | Identité        | Étiquette | Qualité |
| -------------- | ------------------------- | --------------- | --------- | --- |
| 2 janvier 2016 | En cours (au 30 mai 2020) | René Allouchery |           | Ancien agriculteur Réélu pour le mandat 2020-2026, Président de la communauté de communes de la Morinie (depuis 2008) |

### Communes déléguées
| Nom               | Code Insee | Intercommunalité | Superficie (km2) | Population (dernière pop. légale) | Densité (hab./km2) |
| ----------------- | ---------- | ---------------- | ---------------- | --------------------------------- | ------------------ |
| Rebecques (siège) | 62691      | CC de la Morinie | 4,84             | 475 (2013)                        | 98                 |
| Clarques          | 62226      | CC de la Morinie | 6,96             | 306 (2013)                        | 44                 |

## Démographie
Les habitants de la commune sont les Augustins.
L'évolution du nombre d'habitants est connue à travers les recensements de la population effectués dans la commune depuis sa création.

En 2022, la commune comptait 861 habitants, en évolution de +7,76 % par rapport à 2016 (Pas-de-Calais : −0,72 %, France hors Mayotte : +2,11 %).
| 2014 | 2015 | 2016 | 2017 | 2022 |
| ---- | ---- | ---- | ---- | ---- |
| 795  | 794  | 799  | 805  | 861  |

## Culture locale et patrimoine

### Lieux et monuments
- Le château de Clarques datant des XVIIIe et XXe siècles. Le château actuel est construit au début des années 1780 par Augustin Titelouze de Gournay, mousquetaire du roi, bien avant son mariage avec Marie-Thérèse de Feuchin, qui est célébré en 1788 à Saint-Omer. Il n'est achevé qu'après la Révolution française.
La demeure est considérablement agrandie en 1905 par Joseph de Gournay sur les plans de l'architecte lillois Vilain en ajoutant deux grandes ailes en saillie[37].
- L'église Saint-Martin de Clarques, rénovée en 2020 après 5 ans de travaux[38].
- L'église Saint-Maclou de Rebecques.
- La statue de Saint-Martin, érigée à Clarques en 1849 par la piété et la générosité de la famille Titelouze de Gournay, et dont la tête en bronze avait été volée durant la Seconde Guerre mondiale, mais reconstituée dans les années 1990.
- L'ancienne abbaye Saint-Augustin, aujourd'hui disparue et dont la construction était située sur les communes de Clarques et Rebecques. L'institution possédait un refuge à Aire-sur-la-Lys.
- La fontaine et la chapelle de saint Winocq au hameau de Saint-Winocq, à Rebecques.
- Monument funéraire de la comtesse de Montbrun, née Briansiaux (1811-1883) dans le cimetière de Clarques.
- Le monument aux morts de Clarques[39].
- Le monument aux morts de Rebecques, surmonté d'une croix de guerre[40].

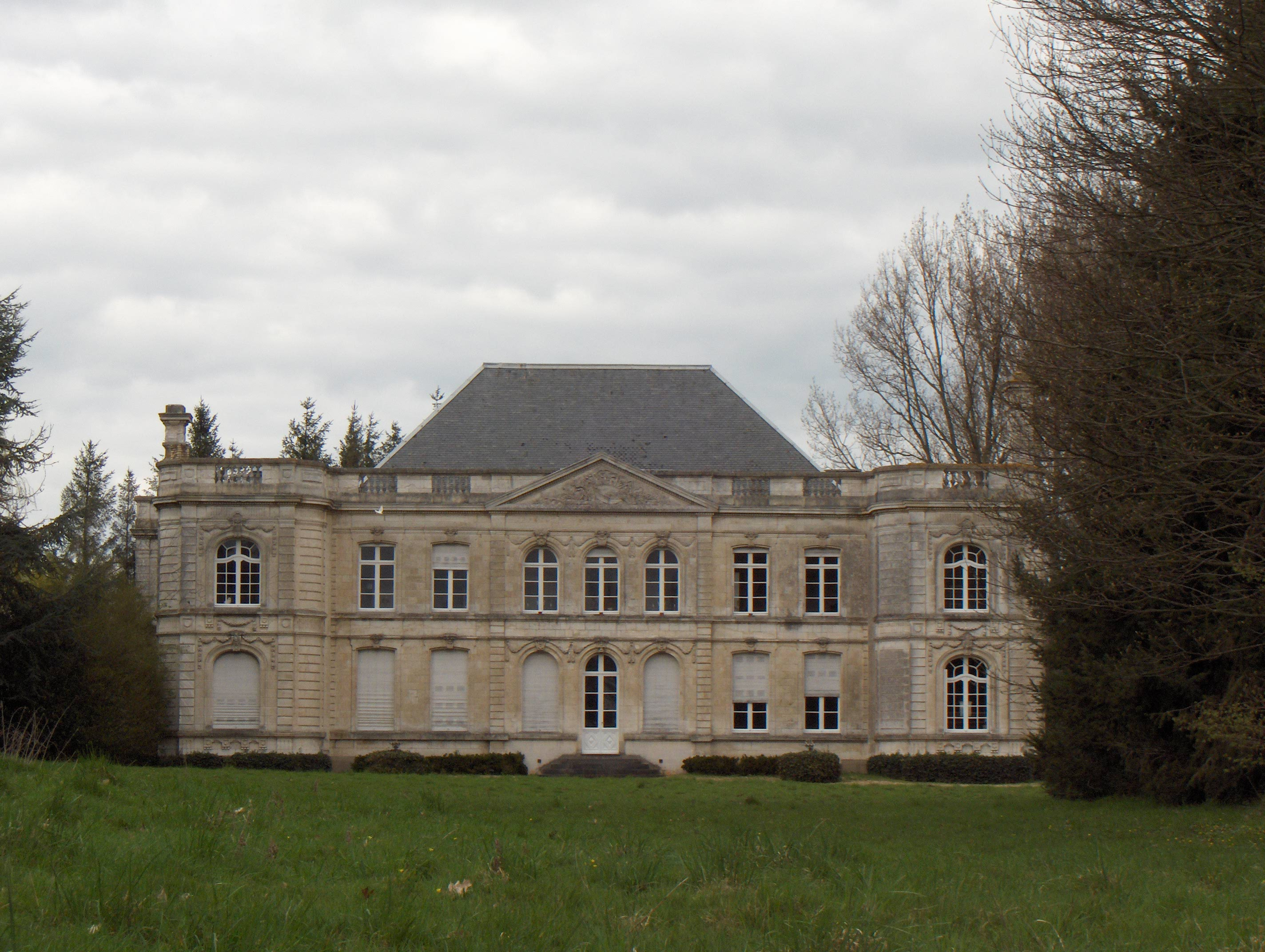
Le château de Clarques.
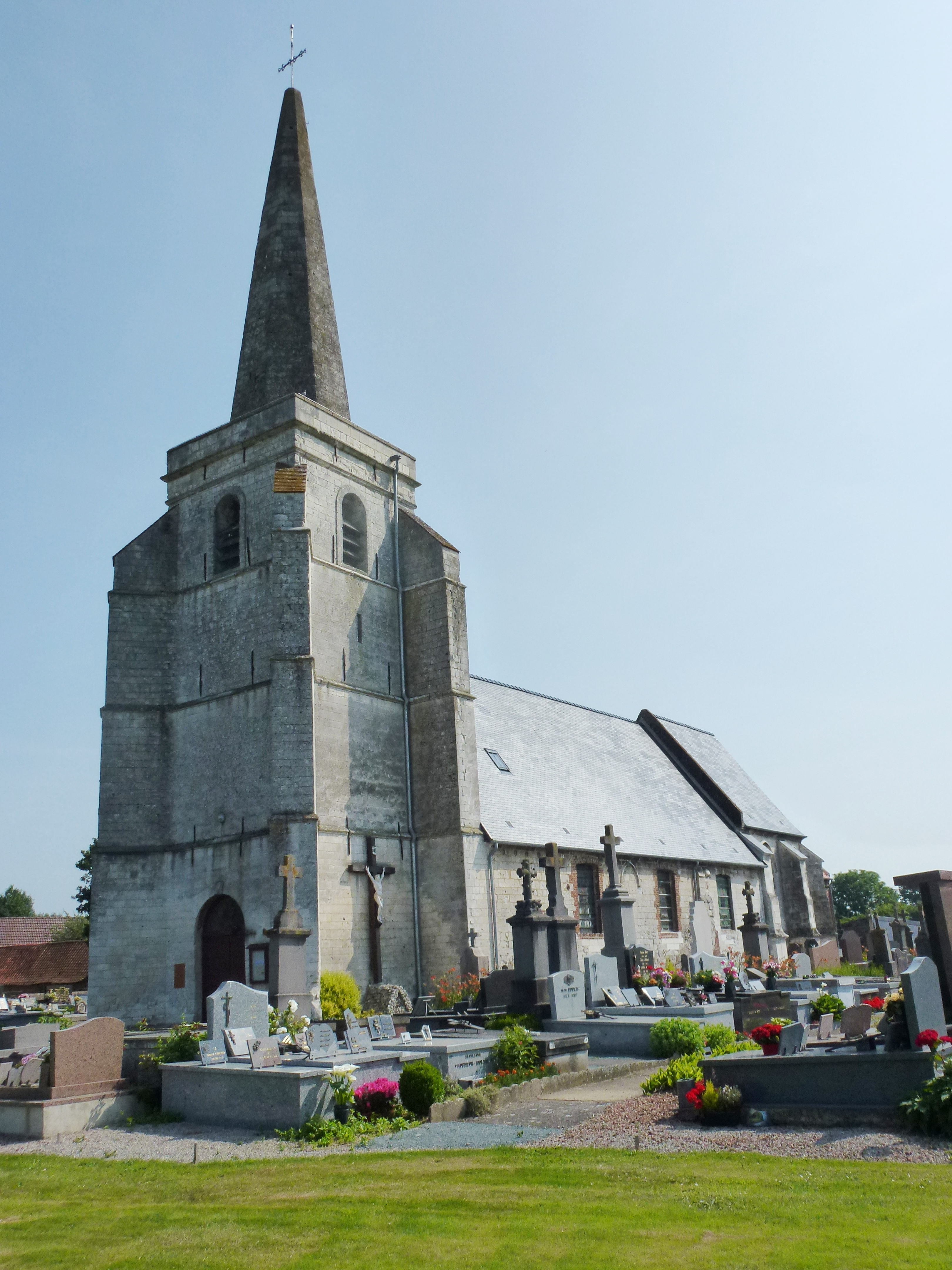
L'église Saint-Maclou.

### Personnalités liées à la commune
- Une jeune habitante de la commune, Rachel Bauchet, fait ses débuts au cinéma dans Mascarade, de Nicolas Bedos, et dans des séries télévisées[41].

## Pour approfondir

#### Bases de données, dictionnaires et encyclopédies
- Ressource relative à plusieurs domaines :   - Annuaire du service public français
- Ressource relative à la géographie :   - Insee (communes)